# Tarouquela
Tarouquela es una freguesia portuguesa del concelho de Cinfães, con 6,55 km² de superficie y 1.339 habitantes (2001). Su densidad de población es de 204,4 hab/km².